# سميرة قريوة
سميرة قريوة ولدت عام 1982 أو 1983) هي ربّاعة بارالمبية جزائرية. مثلت الجزائر في دورة الألعاب البارالمبية الصيفية 2016، دورة الألعاب البارالمبية الصيفية 2020، و دورة الألعاب البارالمبية الصيفية 2024.

## المسيرة المهنية
تشارك قريوة في رفع الأثقال منذ عام 2010.
في مسابقة التصنيف البارالمبي لعام 2015 في برازافيل، احتلت قريوة المركز الثالث في فئة السيدات حتى 45 كجم، حيث رفعت 82 كجم. احتلت المركز السابع في بطولة أوروبا المفتوحة لعام 2015. شاركت قريوة في الألعاب البارالمبية الصيفية 2016، حيث وصلت إلى الجولة النهائية في منافسات السيدات 45 كجم، واحتلت المركز السادس.
في عام 2017، احتلت قريوة المركز الثاني في فئة السيدات 45 كجم في كأس العالم فزاع لرفع الأثقال البارالمبي في إيغر، المجر. احتلت المركز السادس في نهائي بطولة العالم لرفع الأثقال البارالمبي 2017 في مكسيكو سيتي.
في عام 2019، في كأس العالم فزاع لرفع الأثقال البارالمبي في دبي، احتلت قريوة مرة أخرى المركز الثاني في فئة السيدات 45 كجم، حيث رفعت 78 كجم. في الألعاب البارالمبية الصيفية 2020، احتلت المركز الرابع في نهائي منافسات السيدات 45 كجم. في الألعاب البارالمبية الصيفية 2021 في تبليسي، احتلت المركز الخامس في منافستها.
في عام 2023، احتلت قريوة المركز الأول في منافسات السيدات 45 كجم في كأس العالم فزاع لرفع الأثقال البارالمبي في القاهرة، حيث رفعت 93 كجم. هذا الفوز أكسبها مكانًا في الألعاب البارالمبية الصيفية 2024، حيث احتلت المركز الثامن في منافستها.